# Elio Petri
Elio Petri (Roma, 29 de enero de 1929-Roma, 10 de noviembre de 1982) fue un director y guionista de cine italiano, famoso por sus obras de fuerte contenido político y social.

## Infancia y juventud
Petri nació en el seno de una familia humilde. Era hijo único y creció en un barrio obrero. Asistió a una escuela en la plaza de España de Roma, la San Giuseppe Merode, que estaba dirigida por un sacerdote y de la que Petri fue expulsado por razones políticas. Petri se involucró con la organización juvenil del Partido Comunista Italiano y comenzó a organizar actividades culturales. También sentía gran interés por el cine y el periodismo. Abandonó el partido en 1956, tras el fracaso de la Revolución húngara de 1956 y el sometimiento del país a las directrices soviéticas.

## Inicios en el cine
La primera vocación de Petri fue el periodismo y solo con dieciséis años comenzó a trabajar en un periódico local. En 1949 comenzó a publicar críticas de cine en el diario comunista L'Unità. Petri tenía veintitrés años cuando el director de cine Giuseppe De Santis le encomendó una serie de entrevistas para documentar el guion de la película Roma a las 11 (Roma ore 11, 1951). A partir de entonces Petri quedó vinculado con la producción cinematográfica, fue guionista de las películas de De Santis y dirigió dos cortometrajes: Nasce un campione (1954) e I sette contadini (1957).

## Década de 1960
Frecuentó la Osteria Fratelli Menghi (Vía Flaminia, 57, Roma), lugar de encuentro de pintores, directores de cine, guionistas, escritores y poetas. A los 32 años rodó su primer largometraje, El asesino (L'assassino, 1961), una película policiaca de análisis psicológico que tuvo algunos problemas con la censura. El protagonista de la película fue Marcello Mastroianni, quien había hecho amistad con Petri durante el rodaje de la película de De Santis Días de amor (Giorni d'amore, 1954).
En 1962 se casó en Roma con Paola Pegoraro, hija del productor cinematográfico Lorenzo Pegoraro.
En 1962 dirigió I giorni contati, película que narra la crisis existencial de un fontanero romano interpretado por el gran actor teatral Salvo Randone, en uno de sus pocos papeles protagonistas en el cine.
Para su tercera película, Il maestro di Vigevano (1963), basada en el libro homónimo de Lucio Mastronardi, contó como protagonista con Alberto Sordi.
Dos años después se estrenó La víctima número diez (La decima vittima, 1965), basada en un cuento de género fantástico de Robert Sheckley y protagonizada nuevamente por Mastroianni, junto a las actrices Ursula Andress y Elsa Martinelli.
Sus problemas con los grandes productores cinematográficos le llevaron a elegir otros que comenzaban su actividad, como Giuseppe Zaccariello con su empresa Cemo Film, quien produjo su siguiente película:  A cada uno lo suyo (A ciascuno il suo, 1967), basada en una novela homónima de Leonardo Sciascia e interpretada por Gian Maria Volonté, Irene Papas y Gabriele Ferzetti. En esta película se demuestra claramente la tendencia de Petri por el cine político desde los inicios de su carrera.
En 1968 estrenó la película Un lugar tranquilo en el campo (Un tranquillo posto di campagna), protagonizada por Vanessa Redgrave y Franco Nero.

## Década de 1970
Contribuyó con el episodio «Ipotesi su Giuseppe Pinelli» en la película Documenti su Giuseppe Pinelli (1970), en la que Nelo Risi firma el otro episodio que compone la obra, realizada tras la polémica muerte del anarquista Giuseppe Pinelli, que cayó desde un cuarto piso de la comisaría de Milán en 1969, cuando estaba detenido por la policía, que investigaba la explosión de una bomba en una institución bancaria de la Piazza Fontana de la ciudad, que provocó una masacre. Estos episodios (el atentado y la muerte de Pinelli) convulsionaron la vida social y política italianas.
En esta década rueda su famosa Trilogía del poder (también citada como Trilogía de la neurosis) y varias películas más: Todo modo (1976, basada en la novela homónima de Leonardo Sciascia, con Gian Maria Volontè, Marcello Mastroianni y Mariangela Melato de protagonistas y música de Ennio Morricone); Le mani sporche (1978, adaptación para la RAI de la obra teatral Las manos sucias de Sartre) y  Le buone notizie (1979, con Giancarlo Giannini y Ángela Molina como protagonistas).

### LaTrilogía del poder
La primera entrega, y quizá la más famosa y premiada de su filmografía, fue Investigación sobre un ciudadano libre de toda sospecha (Indagine su un cittadino al di sopra di ogni sospetto, 1970). La película estaba protagonizada por Gian Maria Volonté y Florinda Bolkan, y ganó el Gran Premio del Jurado del Festival de Cannes (XXIII edición, 1970) y el Óscar a la mejor película extranjera en 1970, además de ser candidato Petri (junto al coguionista Ugo Pirro) al Óscar al mejor guion original en la convocatoria del año siguiente, 1971. En la película se narra la historia de un comisario de policía (Gian Maria Volonté) que mata a su amante (Florinda Bolkan) y que pese a la confesión de su crimen, la policía no lo inculpa para no perjudicar el prestigio de la institución.
La trilogía continuó con su segunda entrega: La clase obrera va al Paraíso (La classe operaia va in paradiso, 1971), corrosiva sátira sobre el mundo fabril y la alienación de los obreros, que (ex aequo con El caso Mattei de Francesco Rosi) ganó la Palma de oro del Festival de Cannes. El estreno mundial de la película se produjo en la Muestra Internacional de Cine Libre de Porretta Terme. El director y el protagonista, Gian Maria Volonté, al término de la proyección, se acercaron a la fábrica DEMM para tener un debate con los obreros de esta factoría. Fue una película polémica desde su primera proyección en el festival. El director Jean-Marie Straub, presente en la sala, tomó el micrófono y dijo en público que todas las copias de La clase obrera va al Paraíso deberían quemarse inmediatamente.
Con El amargo deseo de la propiedad (La proprietà non è più un furto, 1973) concluye la trilogía. Ugo Tognazzi fue el protagonista de la película.

## Proyecto inacabado y muerte
En 1982 Petri tenía previsto rodar una película titulada Chi illumina la grande notte, con Mastroianni de protagonista, pero el director enfermó de cáncer y murió a los 53 años de edad, sin haber comenzado la grabación de la película. Fue enterrado en el cementerio Flaminio (también conocido como Prima Porta) de Roma.

## Filmografía
| Título en España                                        | Título original                                       | Director(es) |
| ------------------------------------------------------- | ----------------------------------------------------- | ------------ |
| Nasce un campione (corto)                               | Nasce un campione (corto)                             | 1954         |
| I sette contadini (corto)                               | I sette contadini (corto)                             | 1957         |
| El asesino                                              | L'assassino                                           | 1961         |
| I giorni contati                                        | I giorni contati                                      | 1962         |
| Il maestro di Vigevano                                  | Il maestro di Vigevano                                | 1963         |
| Nudi per vivere                                         | Nudi per vivere                                       | 1964         |
| Alta infedeltà, episodio Peccato nel pomeriggio         | Alta infedeltà, episodio Peccato nel pomeriggio       | 1964         |
| La víctima número diez                                  | La decima vittima                                     | 1965         |
| A cada uno lo suyo                                      | A ciascuno il suo                                     | 1967         |
| Un lugar tranquilo en el campo                          | Un tranquillo posto di campagna                       | 1968         |
| Documenti su Giuseppe Pinelli                           | Documenti su Giuseppe Pinelli                         | 1970         |
| Investigación sobre un ciudadano libre de toda sospecha | Indagine su un cittadino al di sopra di ogni sospetto | 1970         |
| La clase obrera va al paraíso                           | La classe operaia va in paradiso                      | 1971         |
| El amargo deseo de la propiedad                         | La proprietà non è più un furto                       | 1973         |
| Todo modo                                               | Todo modo                                             | 1976         |
| Le mani sporche (TV)                                    | Le mani sporche (TV)                                  | 1978         |
| Buenas noticias                                         | Le buone notizie                                      | 1979         |

## Premios y distinciones
Premios Óscar
| Año  | Categoría                          | Película                                                | Resultado |
| ---- | ---------------------------------- | ------------------------------------------------------- | --------- |
| 1971 | Mejor película de habla no inglesa | Investigación sobre un ciudadano libre de toda sospecha | Ganador   |
| 1972 | Mejor argumento y guion original   | Investigación sobre un ciudadano libre de toda sospecha | Nominado  |

Festival Internacional de Cine de Cannes
| Año  | Categoría              | Película                                                | Resultado |
| ---- | ---------------------- | ------------------------------------------------------- | --------- |
| 1967 | Mejor guion            | A ciascuno il suo                                       | Ganador   |
| 1970 | Gran Premio del Jurado | Investigación sobre un ciudadano libre de toda sospecha | Ganador   |
| 1970 | Premios FIPRESCI       | Investigación sobre un ciudadano libre de toda sospecha | Ganador   |
| 1972 | Palma de Oro           | La clase obrera va al paraíso                           | Ganador   |

Festival Internacional de Cine de Berlín
| Año  | Categoría    | Película                       | Resultado |
| ---- | ------------ | ------------------------------ | --------- |
| 1969 | Oso de Plata | Un lugar tranquilo en el campo | Ganador   |

- David di Donatello 1972 per il miglior film: La classe operaia va in paradiso -->

## Publicaciones
- Roma ore 11 (Rome & Milan: Sellerio Editore Palermo, 1956; 2004).
- L’assassino (Milan: Zibetti, 1962). Con Tonino Guerra.
- Indagine su un cittadino al di sopra ogni sospetto (Rome: Tindalo, 1970). Con Ugo Pirro.
- La proprietà non è più un furto (Milan: Bompiani, 1973). Con Ugo Pirro.
- Scritti di cinema e di vita, ed. by Jean A. Gili (Rome: Bulzoni Editore, 2007).